# Helmut Müller (Politiker, 1944)

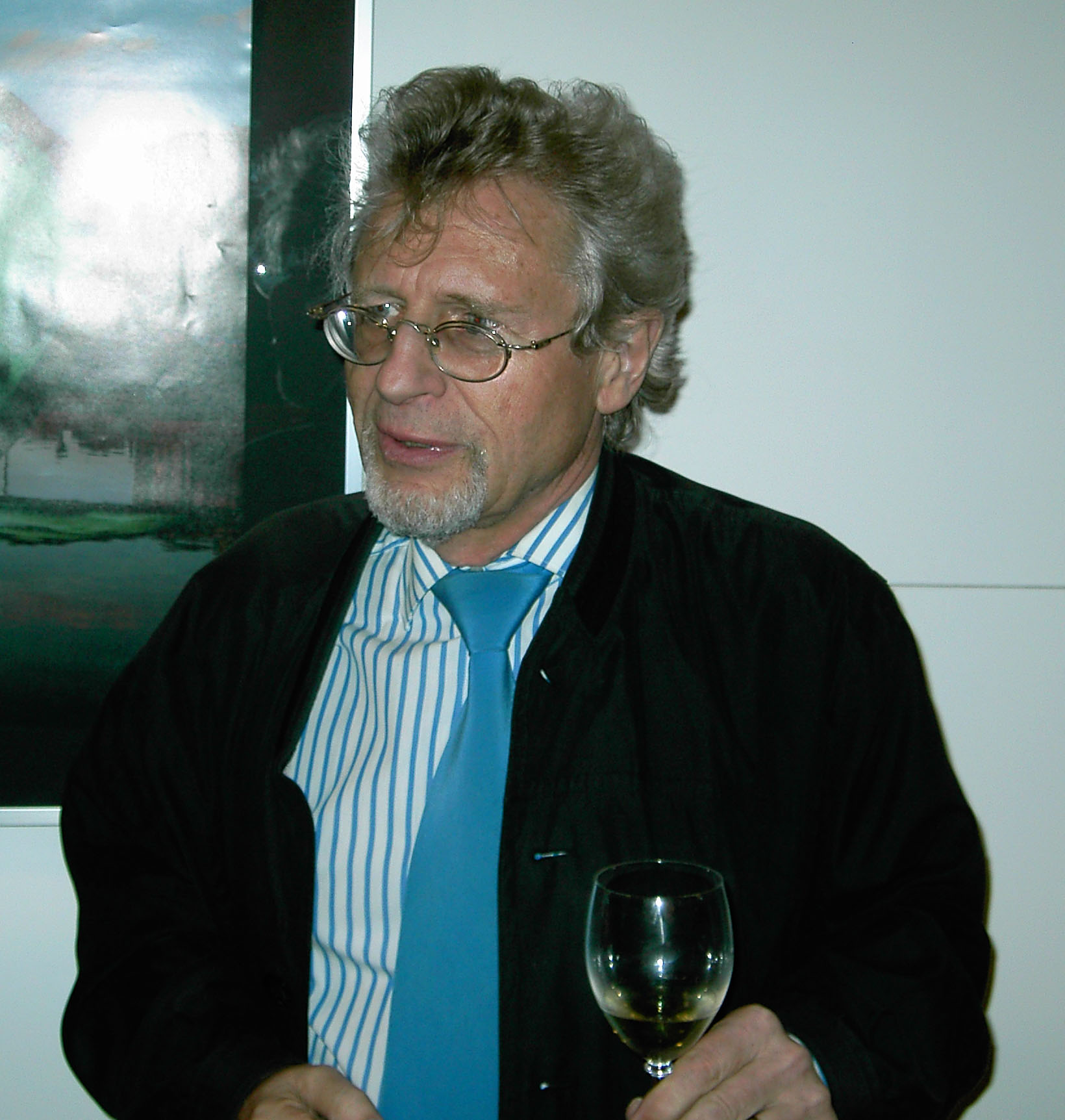
Helmut Müller, Januar 2008

 Helmut Müller (* 8. April 1944 in Bamberg) ist ein deutscher CSU-Politiker und früherer Landtagsabgeordneter.

## Leben und Beruf
Helmut Müller machte Abitur am humanistischen Alten Gymnasium in Bamberg, dem heutigen Kaiser-Heinrich-Gymnasium. Es folgte ein Studium der Rechts- und Staatswissenschaften an den Universitäten Erlangen und Würzburg. Nach dem ersten und zweiten juristischen Staatsexamen legte er eine Promotion zum Dr. jur. ab. Er war als Syndikus und Vizekanzler der Universität Bamberg sowie als Regierungsdirektor tätig. Er lebt und arbeitet in Bamberg. Er ist römisch-katholisch, verheiratet und hat drei Söhne.

## Politik
Helmut Müller wurde 1974 Mitglied der CSU und war von Mai 1984 bis April 2020 Stadtrat in Bamberg.
Müller wurde 1990 erstmals für den Stimmkreis Bamberg-Stadt in den Bayerischen Landtag gewählt, dem er von Oktober 1990 bis Oktober 2008 angehörte. Er war vom 30. Oktober 1990 bis zum 14. Oktober 1994 Mitglied im Ausschuss für Geschäftsordnung und Wahlprüfung sowie im Ausschuss für Kulturpolitische Fragen. In seiner zweiten und dritten Mandatszeit saß er vom 10. November 1994 bis zum 27. September 1998 im Ausschuss für Wirtschaft, Verkehr und Grenzland und vom 28. Oktober 1998 bis zum 5. Oktober 2003 im Ausschuss für Staatshaushalt und Finanzfragen. In seiner letzten aktiven Legislaturperiode des Landtages war er vom 4. November 2003 bis zum 19. Oktober 2008 Mitglied im Ausschuss für Staatshaushalt und Finanzfragen und vom 10. Dezember 2003 bis 19. Oktober 2008 Mitglied der Richter-Wahl-Kommission. 2008 kandidierte er nicht mehr.
Am 12. Juli 2004 erhielt Müller den Bayerischen Verdienstorden.
Helmut Müller ist seit 2006 Vorsitzender der CSU-Stadtratsfraktion in Bamberg und war von 2006 bis 2011 Vorsitzender des CSU-Kreisverbandes Bamberg-Stadt.
2017 geriet Müller wegen eines Ausspruchs in Bezug auf die in diesem Jahr nach Rückzug des Bürgervereins als Veranstalter möglicherweise ausfallende Bamberger Sandkerwa schwer in Bedrängnis. Zitat: „Die Sandkerwa ist eine Belustigung für das Prekariat. Hier kommen niedere Schichten zusammen, um sich zu besaufen.“ Selbst die eigene CSU-Fraktion war empört und distanzierte sich von Müllers Ansichten. Anschließend verordnete er sich eine Denkpause und ließ sein Amt zeitweilig ruhen.

## Engagements
Der leidenschaftliche Marathonläufer gilt als Initiator des Bamberger Weltkulturerbelaufs. Während seines Studiums ist er im Jahr 1964 der katholischen Studentenverbindung K.D.St.V. Fredericia Bamberg im CV beigetreten.